# Sphodromantis pavonina
Sphodromantis pavonina är en bönsyrseart som beskrevs av Scott LaGreca 1956. Sphodromantis pavonina ingår i släktet Sphodromantis och familjen Mantidae. Inga underarter finns listade i Catalogue of Life.